# 蟾鬍鯰
蟾鬍鯰（學名：Clarias batrachus）又名泰國塘虱、泰國土虱、土虱、塘虱、土殺魚，是輻鰭魚綱鯰形目塘虱魚科的其中一種。

## 分布
本魚原產亞洲湄公河、湄南河流域及馬來半島、印尼蘇門答臘、婆羅洲、爪哇島、菲律賓。並引入美國、日本、台灣、中國、歐洲等地，但已造成部分地區的生態問題。國際自然保護聯盟物種存續委員會的入侵物種專家小組（ISSG）列為世界百大外來入侵種。

## 特徵
本魚體修長。體色為灰色或淺灰色，體側帶有斑點。腹鰭小，胸鰭上帶有會造成創傷的棘刺，尤其是雄魚魚體上的棘更為堅硬，所以在釣魚時要小心處理。背鰭軟條60至76枚；臀鰭軟條47至58枚。體長可達47公分。

## 生態
本魚棲息於沼澤，池塘，溝渠，稻田與河水泛濫區污濁又泥濘的水域。乾旱時，能離開水域並靠著輔助器官呼吸在陸地上移動至其他水域。屬雜食性，以昆蟲、蚯蚓、貝類、水生植物、腐肉等。

## 經濟利用
在當地為重要的食用魚。

### 食用

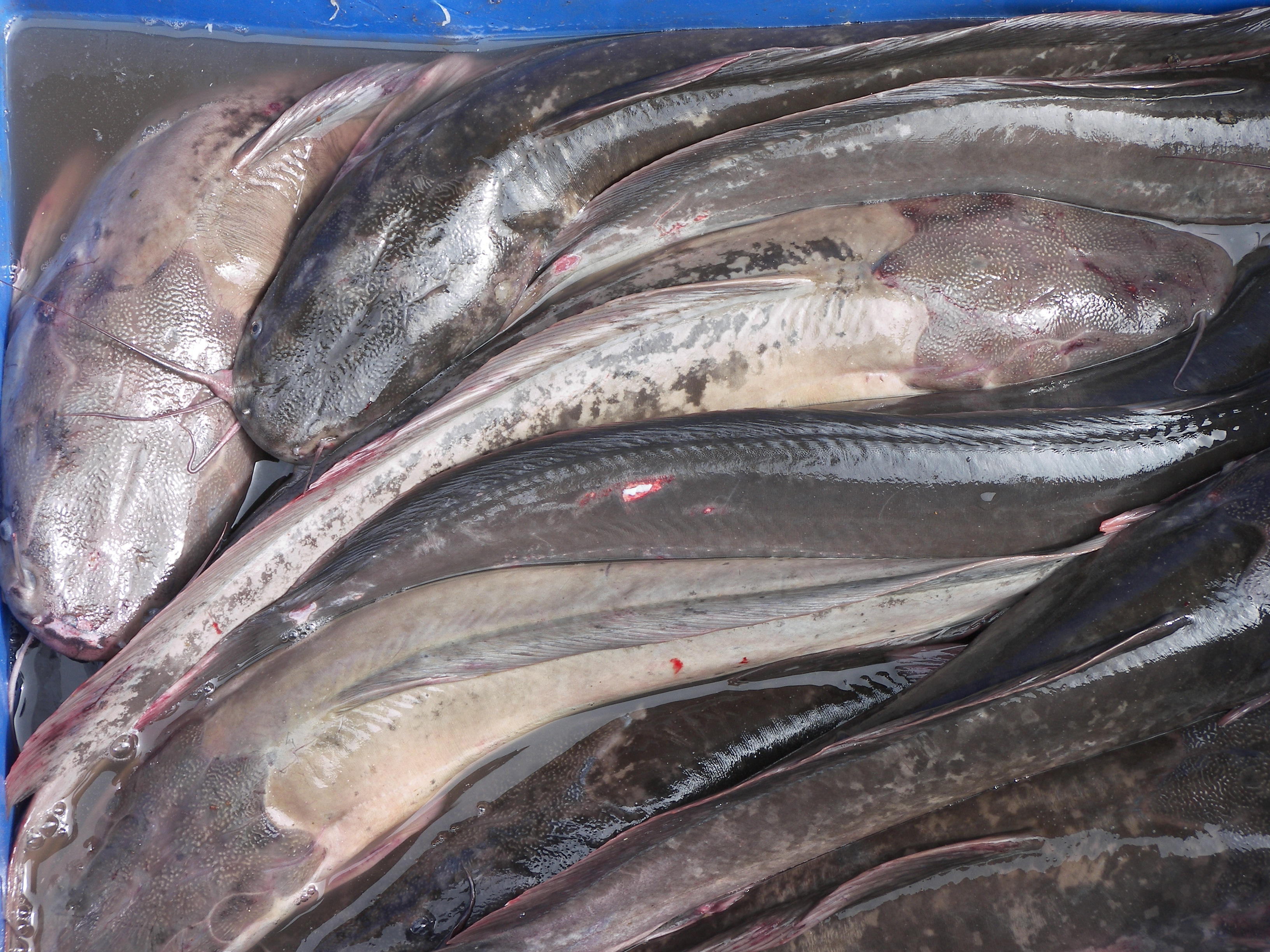
在班加羅爾市場上銷售的蟾鬍鯰

在泰國，這種魚又稱，是一種常見的廉價食用魚，可用各種方法料理，常見的有燒烤和油炸。
在印度卡納塔克邦沿海以卡纳达语稱之為，也被當作是一種美味。
药炖土虱是台湾夜市常见小吃，由土虱制成。

### 書籍
- Froese, R. & Pauly, D. (eds.) (2011). Clarias batrachus. FishBase. Version 2011-12.
- . 貓頭鷹出版社. 1996-06.